# De regendag
Regendag is het honderdvijfentwintigste stripverhaal uit de reeks van Suske en Wiske. 
Het verhaal werd oorspronkelijk in 1978 uitgegeven. Het is nooit uitgekomen als op zichzelf staand album in de reguliere Vierkleurenreeks. Het verscheen in 2024 in de spin-offreeks Suske en Wiske in het kort.

## Locaties
- huis van tante Sidonia

## Personages
- Suske, Wiske, tante Sidonia, Lambik, Jerom

## Het verhaal
Het regent en Suske wil muziek gaan maken. Met een ping-pong-bat en een tennis-racket doen ze alsof ze een gitaar en een bas hebben en ze beginnen te zingen. Jerom en tante Sidonia doen ook mee, maar Lambik ergert zich aan het lawaai. Hij ontkent dat hij niet van muziek houdt en zingt zelf ook, waarna blijkt dat de zon voor iedereen straalt als er iemand om je geeft.